# Gand-Wevelgem 2016
Cet article concerne la course masculine. Pour la course féminine, voir Gand-Wevelgem féminin 2016.
La 78e édition de Gand-Wevelgem a eu lieu le 27 mars 2016. C'est la septième épreuve de l'UCI World Tour 2016.
L'épreuve a été remportée lors d'un sprint à quatre coureurs par le Slovaque Peter Sagan (Tinkoff) qui s'impose respectivement devant le Belge Sep Vanmarcke (Lotto NL-Jumbo) et le Russe Viatcheslav Kouznetsov (Katusha).
La course est marquée par la mort du Belge Antoine Demoitié (Wanty-Groupe Gobert) qui a chuté puis a été percuté par une moto.

## Présentation
Le tenant du titre est l'Italien Luca Paolini (Katusha), qui a remporté l'édition 2015 après une course marquée par météo difficile.
L'épreuve fait partie des classiques flandriennes et se dispute une semaine avant le Tour des Flandres. Le parcours est tracé entre Deinze et Wevelgem en Belgique, sur une distance totale de 242 km, dont 55 km en France. La course comprend quatre ascensions de monts dans le Nord de la France et cinq autres à Heuvelland, y compris le célèbre Mont Kemmel. À 23 km de l'arrivée, la course passe sous la porte de Menin, dans le cadre des commémorations de la Première Guerre mondiale, avant de se diriger à l'arrivée à Wevelgem sur un parcours totalement plat.

### Parcours
- Parcours principal
- Circuit autour du mont Kemmel, parcouru une fois

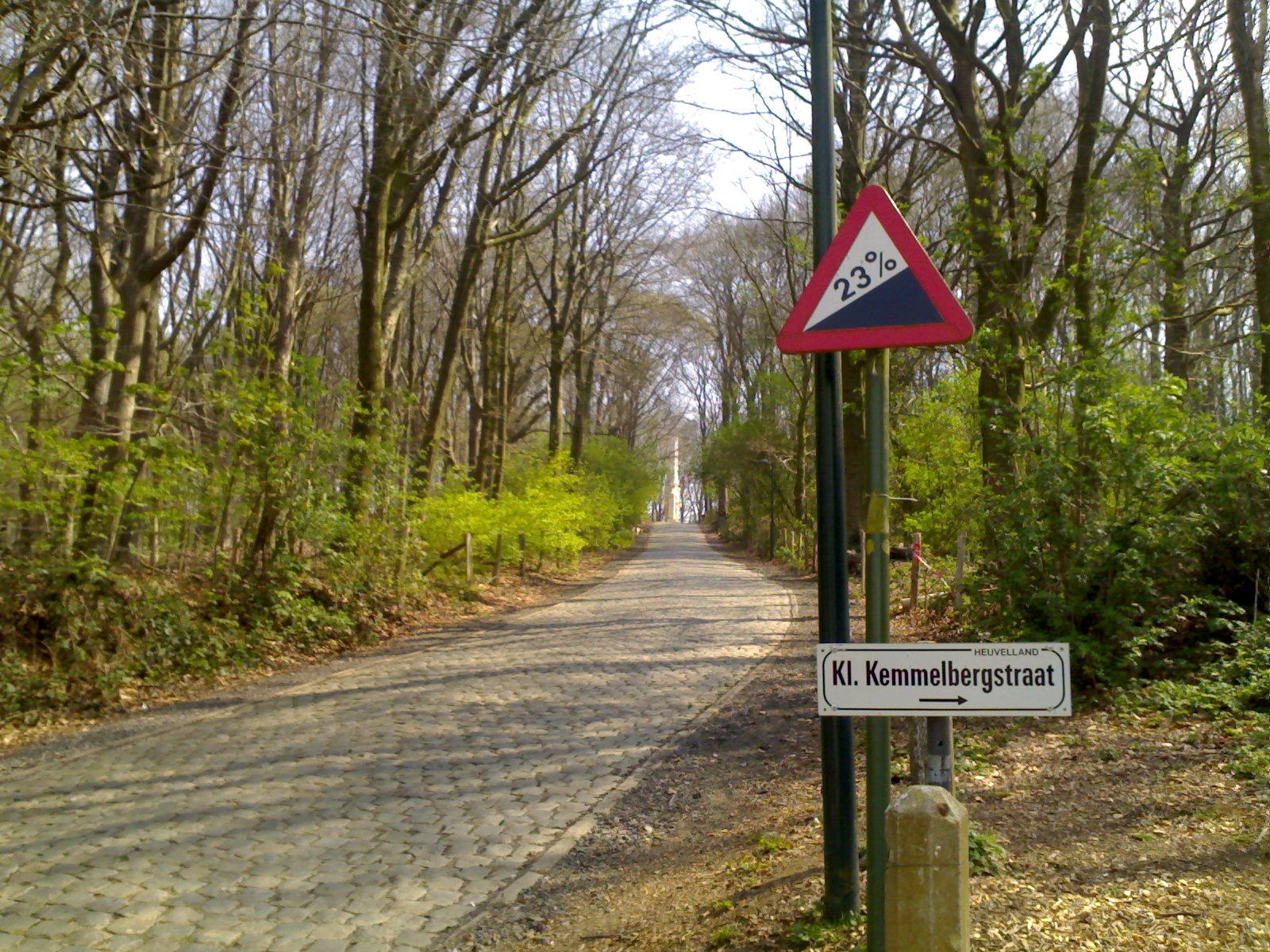
Le Mont Kemmel est abordé par son versant le plus difficile, avec une pente maximale atteignant les 23 %.

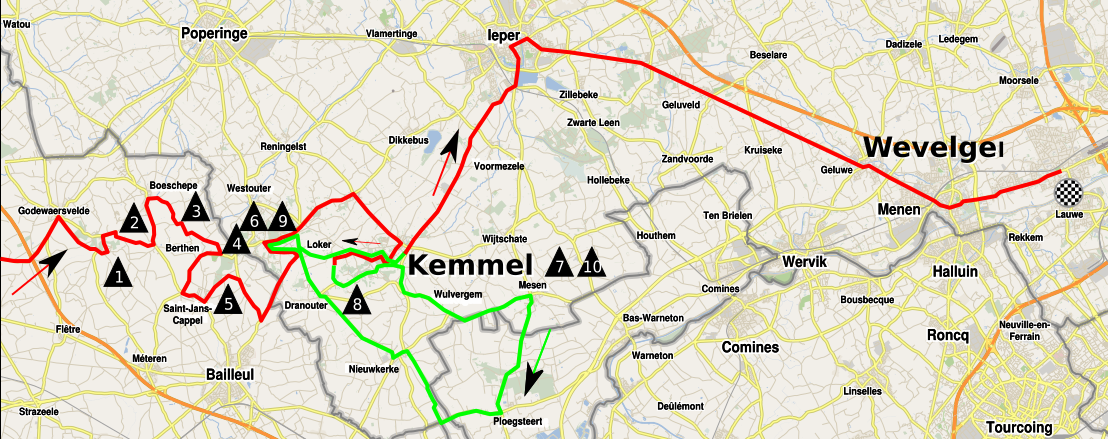
Zone des monts de la course.

Le mont Kemmel, la difficulté majeure de la course, est traditionnellement emprunté deux fois dans le final de la course. Pour cette édition, les coureurs vont utiliser une nouvelle route avec des pentes encore plus fortes que celles utilisées lors des éditions précédentes. La première ascension a lieu par la route traditionnelle avec une pente maximale de 17 %, mais la deuxième passe par le chemin le plus incliné, avec une pente maximale de 23 % près du sommet.
Le directeur de cours, le Belge Hans De Clercq, a déclaré que c'est un hommage à l'importance historique du mont Kemmel, car cette route a été utilisée pour la première édition de la course, en 1955.
Selon Cotacol, un ouvrage de référence belge qui examine et classe tous les monts dans le pays, la « nouvelle » ascension du mont Kemmel est la montée la plus difficile de toutes les courses flamandes. Il lui a donné un score global de 183 points, soit plus que le Koppenberg, le Mur de Grammont ou que la montée traditionnelle du mont Kemmel.
Dix monts sont au programme de cette édition, dont certains recouverts de pavés :
| Mont | Nom                                  | Km    | Revêtement | Longueur (m) | Pente moyenne | Pente maxi | Km de l'arrivée |
| ---- | ------------------------------------ | ----- | ---------- | ------------ | ------------- | ---------- | --------------- |
| 1    | Mont des Cats                        | 144,3 |            |              | %             | %          | 98,5            |
| 2    | Mont Kokereel (nl)                   | 147,8 |            |              | %             | %          | 95              |
| 3    | Vert Mont (nl)                       | 150,1 |            |              | %             | %          | 92,7            |
| 4    | Mont Noir - Côte du Ravel Put        | 152,3 |            |              | %             | %          | 90,5            |
| 5    | Mont Noir - Côte de la Blanchisserie | 157,3 |            |              | %             | %          | 85,5            |
| 6    | Baneberg (nl)                        | 164,2 |            |              | %             | %          | 78,6            |
| 7    | Mont Kemmel - Belvedère              | 172,2 |            |              | %             | %          | 70,6            |
| 8    | Monteberg (nl)                       | 176,2 |            |              | %             | %          | 66,6            |
| 9    | Baneberg (nl)                        | 203,3 |            |              | %             | %          | 39,5            |
| 10   | Mont Kemmel - Ossuaire               | 208,6 |            |              | %             | %          | 34,2            |

### Équipes
En tant qu'épreuve World Tour, les dix-huit WorldTeams participent à la course.
Vingt-cinq équipes participent à ce Gand-Wevelgem - dix-huit WorldTeams et sept équipes continentales professionnelles :
| UCI WorldTeams   | UCI WorldTeams | UCI WorldTeams |
| Nom de l'équipe  | Pays           | Code           |
| ---------------- | -------------- | -------------- |
| AG2R La Mondiale | France         | ALM            |
| Astana           | Kazakhstan     | AST            |
| BMC Racing       | États-Unis     | BMC            |
| Cannondale       | États-Unis     | CPT            |
| Dimension Data   | Afrique du Sud | DDD            |
| Etixx-Quick Step | Belgique       | EQS            |
| FDJ              | France         | FDJ            |
| Giant-Alpecin    | Allemagne      | TGA            |
| IAM              | Suisse         | IAM            |
| Katusha          | Russie         | KAT            |
| Lampre-Merida    | Italie         | LAM            |
| Lotto NL-Jumbo   | Pays-Bas       | TLJ            |
| Lotto-Soudal     | Belgique       | LTS            |
| Movistar         | Espagne        | MOV            |
| Orica-GreenEDGE  | Australie      | OGE            |
| Sky              | Royaume-Uni    | SKY            |
| Tinkoff          | Russie         | TNK            |
| Trek-Segafredo   | États-Unis     | TFS            |

| Équipes continentales professionnelles | Équipes continentales professionnelles | Équipes continentales professionnelles |
| Nom de l'équipe                        | Pays                                   | Code                                   |
| -------------------------------------- | -------------------------------------- | -------------------------------------- |
| Bardiani CSF                           | Italie                                 | BAR                                    |
| CCC Sprandi Polkowice                  | Pologne                                | CCC                                    |
| Cofidis                                | France                                 | COF                                    |
| Direct Énergie                         | France                                 | DEN                                    |
| Roompot-Oranje Peloton                 | Pays-Bas                               | ROP                                    |
| Topsport Vlaanderen-Baloise            | Belgique                               | TSV                                    |
| Wanty-Groupe Gobert                    | Belgique                               | WGG                                    |

### Favoris
Au départ, il y a une certaine incertitude pour savoir si cette édition favoriserait les attaquants dans les monts ou les sprinteurs. Parmi ces derniers, le Norvégien Alexander Kristoff (Katusha), vainqueur du Tour des Flandres 2014, est le favori, avec le Britannique Mark Cavendish (Dimension Data), le Colombien Fernando Gaviria (Etixx-Quick Step), le Français Arnaud Démare (FDJ), l'Allemand André Greipel (Lotto-Soudal) et l'Italien Elia Viviani (Sky),. Cependant, Alexander Kristoff décide de ne pas prendre le départ de la course en raison d'une fièvre.
On retrouve également de nombreux coureurs qui ont la possibilité d'attaquer plus tôt dans la course, notamment le Belge Tom Boonen (Etixx-Quick Step), vainqueur de l'épreuve à trois reprises, ainsi que ses coéquipiers le Néerlandais Niki Terpstra et le Tchèque Zdeněk Štybar. Le Slovaque Peter Sagan (Tinkoff), champion du monde en titre, a remporté la course en solitaire en 2013. Il a également la possibilité de s'imposer au sprint, même s'il n'a pas encore gagné en 2016. D'autres coureurs sont susceptibles d'attaquer, comme les Belges Greg Van Avermaet (BMC Racing) et Sep Vanmarcke (Lotto NL-Jumbo), le vainqueur de l'édition 2009 le Norvégien Edvald Boasson Hagen (Dimension Data), le Britannique Luke Rowe (Sky) et le Suisse Fabian Cancellara (Trek-Segafredo),.
Le tenant du titre, l'Italien Luca Paolini (Katusha), n'est pas présent pour défendre son titre en raison d'une suspension après un test positif à la cocaïne au cours du Tour de France 2015.

## Récit de la course
La course a lieu par un temps venteux. Combinées à une chute, ces conditions causent une cassure dans le peloton, qui se sépare en plusieurs groupes dans la première partie de la course. Le premier groupe est composé d'une échappée de cinq coureurs, avec le Néerlandais Lieuwe Westra (Astana), le Tchèque Josef Černý (CCC Sprandi Polkowice), le Suisse Simon Pellaud (IAM), le Russe Pavel Brutt (Tinkoff) et le Belge Jonas Rickaert (Topsport Vlaanderen-Baloise). Leur avance atteint onze minutes au maximum, mais est rapidement réduite lorsque le rythme du peloton augmente. Cela provoque une cassure de ce dernier en plusieurs échelons. À la mi-parcours, un groupe de poursuivants se détache derrière, avec un grand nombre des favoris de la course, y compris les Belges Tom Boonen (Etixx-Quick Step), Tiesj Benoot et Jens Debusschere (Lotto-Soudal) et Greg Van Avermaet (BMC Racing), le Norvégien Edvald Boasson Hagen (Dimension Data), le Slovaque Peter Sagan (Tinkoff) et le Suisse Fabian Cancellara (Trek-Segafredo). Ils sont pris en chasse par un autre groupe qui se trouve à environ une minute derrière. À 115 km de l'arrivée, le premier groupe de chasse reprend l'échappée. 24 km plus tard, ce groupe est à son tour rejoint par l'autre groupe emmené par la formation américaine Trek-Segafredo. On retrouve donc un groupe de 50 coureurs en tête de la course.
Le calme revient au sein du peloton pendant un certain temps, alors qu'il reste cinq ascensions à parcourir. La formation Trek-Segafredo contrôle le peloton sur le Baneberg (nl) et la première montée du mont Kemmel. Entre les deux ascensions, cependant, Jens Debusschere chute et doit se retirer de la course. Sur le Monteberg (nl), à 66 km de l'arrivée, cinq coureurs attaquent. Il s'agit de l'Italien Matteo Trentin (Etixx-Quick Step), l'initiateur du mouvement, ses compatriotes Daniel Oss (BMC Racing) et Giacomo Nizzolo (Trek-Segafredo), Tiesj Benoot et Pavel Brutt, qui quant à lui était déjà présent dans l'échappée matinale. Ils sont pris en chasse par les formations sud-africaine Dimension Data et néerlandaise Lotto NL-Jumbo, et il faut attendre 15 km pour qu'ils soient repris. Une fois les fuyards rattrapés, c'est le Russe Viatcheslav Kouznetsov (Katusha) qui attaque à son tour et obtient une avance d'une minute après la deuxième ascension du Baneberg.
Le Belge Sep Vanmarcke (Lotto NL-Jumbo) attaque sur le Baneberg, mais il est pourchassé par le peloton, emmené par l'Italien Manuel Quinziato (BMC Racing). Sur la deuxième montée du mont Kemmel, par son côté difficile, Fabian Cancellara porte une attaque et est suivi par Sep Vanmarcke et Peter Sagan. Ils rejoignent Viatcheslav Kouznetsov et forment un groupe de tête de quatre hommes. Ils sont poursuivis par un groupe composé du Tchèque Zdeněk Štybar (Etixx-Quick Step), du Britannique Luke Rowe (Sky) et de Greg Van Avermaet. Le groupe de chasse est repris par le peloton et les quatre leaders se présentent à l'arrivée avec un avantage confortable. Ils ont une avance de 40 secondes jusqu'à ce qu'ils ralentissent de manière significative pour la préparation du sprint pour une cinquième place. Viatcheslav Kouznetsov est le premier à lancer le sprint, il est suivi et doublé par Peter Sagan, qui s'impose. Sep Vanmarcke termine juste devant Viatcheslav Kouznetsov pour la deuxième place, tandis que Fabian Cancellara se classe quatrième. Le peloton arrive onze secondes derrière, avec le Français Arnaud Démare (FDJ) qui remporte le sprint pour la cinquième place.

## Mort d'Antoine Demoitié

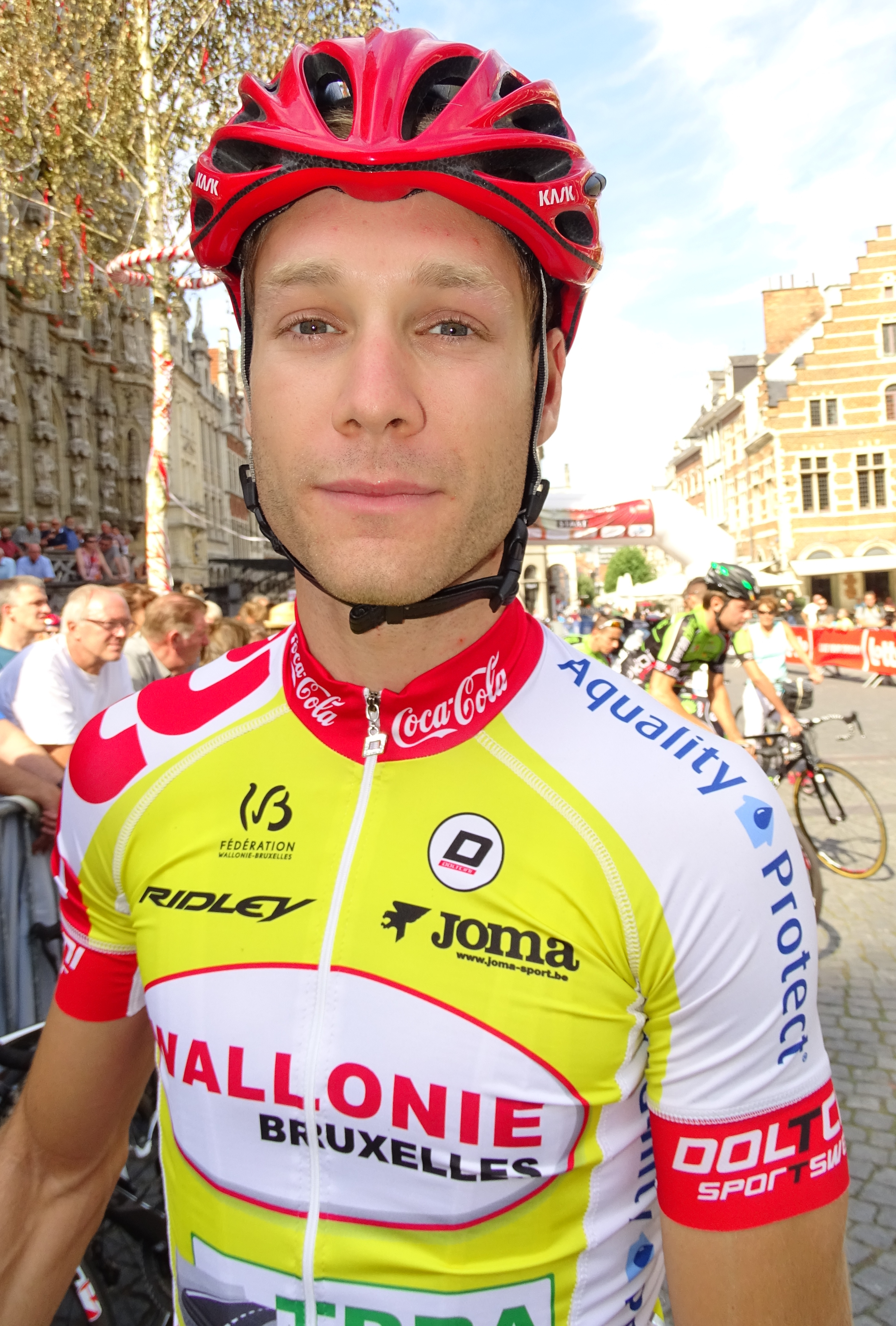
Antoine Demoitié, photographié lors du Grand Prix Jef Scherens 2015 à Louvain.

La course est marquée par la mort du Belge Antoine Demoitié (Wanty-Groupe Gobert). Antoine Demoitié chute avec quatre autres coureurs près de Sainte-Marie-Cappel dans la partie française de la course, à environ 115 km de l'arrivée. Après l'accident, il se retrouve couché sur la route et est percuté par une moto de course qui suivait les coureurs. Antoine Demoitié est d'abord transporté dans un hôpital à Ypres avant d'être transféré à l'unité de soins intensifs de l'hôpital universitaire de Lille, en raison de la gravité de ses blessures. Son équipe publie une déclaration décrivant son état comme « extrêmement grave ». Quelques heures plus tard, un porte-parole de la gendarmerie locale confirme son décès,. L'accident a été vu par le Français Julien Jurdie, directeur sportif de l'équipe AG2R La Mondiale, qui raconte qu'Antoine Demoitié faisait partie d'un groupe qui tentait de revenir dans peloton, dans une descente à environ 70 km/h. Il ajoute que, lorsque les coureurs sont tombés, le pilote de la moto n'a pas eu le temps de freiner et il a immédiatement su que l'incident était très grave.

## Classements

### Classement final

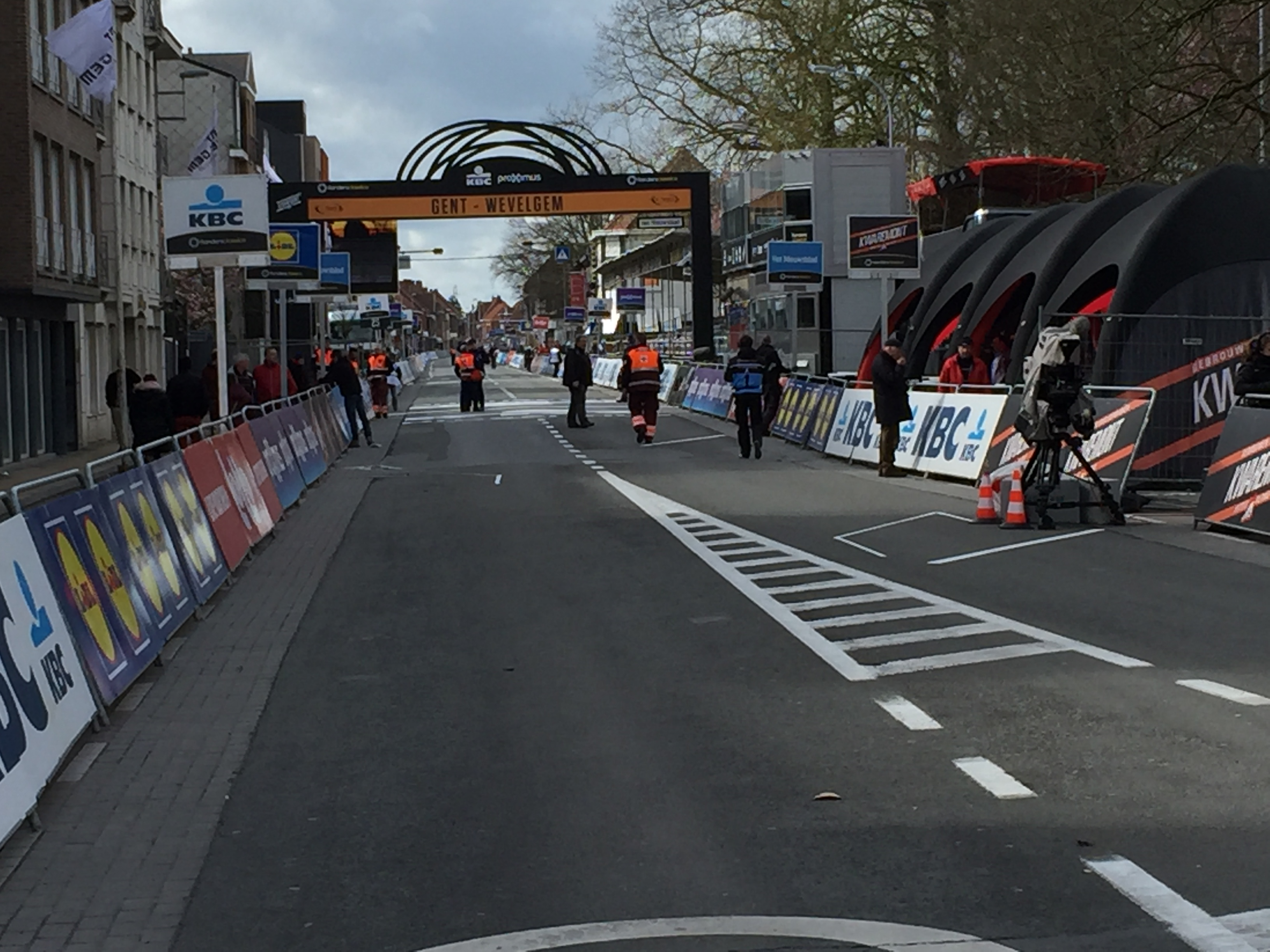
La ligne d'arrivée.

| Classement final | Classement final       | Classement final | Classement final | Classement final   |
|                  | Coureur                | Pays             | Équipe           | Temps              |
| ---------------- | ---------------------- | ---------------- | ---------------- | ------------------ |
| 1er              | Peter Sagan            | Slovaquie        | Tinkoff          | en 5 h 55 min 12 s |
| 2e               | Sep Vanmarcke          | Belgique         | Lotto NL-Jumbo   | + 0 s              |
| 3e               | Viatcheslav Kouznetsov | Russie           | Katusha          | + 0 s              |
| 4e               | Fabian Cancellara      | Suisse           | Trek-Segafredo   | + 0 s              |
| 5e               | Arnaud Démare          | France           | FDJ              | + 11 s             |
| 6e               | Fernando Gaviria       | Colombie         | Etixx-Quick Step | + 11 s             |
| 7e               | Jürgen Roelandts       | Belgique         | Lotto-Soudal     | + 11 s             |
| 8e               | Jacopo Guarnieri       | Italie           | Katusha          | + 11 s             |
| 9e               | Greg Van Avermaet      | Belgique         | BMC Racing       | + 11 s             |
| 10e              | Michael Mørkøv         | Danemark         | Katusha          | + 11 s             |
| modifier         |                        |                  |                  |                    |

### UCI World Tour
Ce Gand-Wevelgem attribue des points pour l'UCI World Tour 2016, par équipes uniquement aux équipes ayant un label WorldTeam, individuellement uniquement aux coureurs des équipes ayant un label WorldTeam.
| Position           | 1er | 2e | 3e | 4e | 5e | 6e | 7e | 8e | 9e | 10e |
| Classement général | 80  | 60 | 50 | 40 | 30 | 22 | 14 | 10 | 6  | 2   |

Ainsi Peter Sagan (1er) remporte 80 points, Sep Vanmarcke (2e) 60 pts, Viatcheslav Kouznetsov (3e) 50 pts, Fabian Cancellara (4e) 40 pts, Arnaud Démare (5e) 30 pts, Fernando Gaviria (6e) 22 pts, Jürgen Roelandts (7e) 14 pts, Jacopo Guarnieri (8e) 10 pts, Greg Van Avermaet (9e) 6 pts et Michael Mørkøv (10e) 2 pts.

#### Classement individuel
Ci-dessous, le classement individuel de l'UCI World Tour à l'issue de la course et du Tour de Catalogne qui se termine le même jour,.
| Rang | Coureur            | Équipe          | Points |
| ---- | ------------------ | --------------- | ------ |
| 1    | Peter Sagan        | Tinkoff         | 229    |
| 2    | Richie Porte       | BMC Racing      | 222    |
| 3    | Alberto Contador   | Tinkoff         | 171    |
| 4    | Greg Van Avermaet  | BMC Racing      | 162    |
| 5    | Arnaud Démare      | FDJ             | 137    |
| 6    | Sergio Henao       | Sky             | 115    |
| 7    | Simon Gerrans      | Orica-GreenEDGE | 113    |
| 8    | Nairo Quintana     | Movistar        | 104    |
| 9    | Geraint Thomas     | Sky             | 104    |
| 10   | Michał Kwiatkowski | Sky             | 102    |

#### Classement par pays
Ci-dessous, le classement par pays de l'UCI World Tour à l'issue de la course et du Tour de Catalogne qui se termine le même jour ainsi que le classement actualisé à la suite de l'annulation des résultats du Britannique Simon Yates (Orica-GreenEDGE) sur Paris-Nice.
| Rang | Pays        | Points |
| ---- | ----------- | ------ |
| 1    | Australie   | 450    |
| 2    | Belgique    | 361    |
| 3    | Royaume-Uni | 297    |
| 4    | Espagne     | 284    |
| 5    | France      | 264    |
| 6    | Colombie    | 253    |
| 7    | Slovaquie   | 229    |
| 8    | Suisse      | 158    |
| 9    | Russie      | 155    |
| 10   | Pologne     | 103    |

| Rang | Pays        | Points |
| ---- | ----------- | ------ |
| 1    | Australie   | 450    |
| 2    | Belgique    | 361    |
| 3    | Espagne     | 284    |
| 4    | Royaume-Uni | 272    |
| 5    | France      | 264    |
| 6    | Colombie    | 253    |
| 7    | Slovaquie   | 229    |
| 8    | Suisse      | 158    |
| 9    | Russie      | 155    |
| 10   | Pologne     | 103    |

#### Classement par équipes
Ci-dessous, le classement par équipes de l'UCI World Tour à l'issue de la course et du Tour de Catalogne qui se termine le même jour ainsi que le classement actualisé à la suite de l'annulation des résultats du Britannique Simon Yates (Orica-GreenEDGE) sur Paris-Nice.
| Rang | Équipe           | Points |
| ---- | ---------------- | ------ |
| 1    | Tinkoff          | 474    |
| 2    | Sky              | 463    |
| 3    | BMC Racing       | 448    |
| 4    | FDJ              | 262    |
| 5    | Etixx-Quick Step | 215    |
| 6    | Katusha          | 211    |
| 7    | Movistar         | 197    |
| 8    | Orica-GreenEDGE  | 181    |
| 9    | Lotto-Soudal     | 146    |
| 10   | Trek-Segafredo   | 134    |

| Rang | Équipe           | Points |
| ---- | ---------------- | ------ |
| 1    | Tinkoff          | 474    |
| 2    | Sky              | 463    |
| 3    | BMC Racing       | 448    |
| 4    | FDJ              | 262    |
| 5    | Etixx-Quick Step | 215    |
| 6    | Katusha          | 211    |
| 7    | Movistar         | 197    |
| 8    | Orica-GreenEDGE  | 150    |
| 9    | Lotto-Soudal     | 146    |
| 10   | Trek-Segafredo   | 134    |

## Liste des participants
- Liste de départ complète

| Légende | Légende                                                                    | Légende | Légende                                                    |
| ------- | -------------------------------------------------------------------------- | ------- | ---------------------------------------------------------- |
| Num     | Dossard de départ porté par le coureur sur ce Gand-Wevelgem                | Pos     | Position à l'arrivée de la course                          |
|         | Indique un maillot de champion national ou mondial, suivi de sa spécialité | NP      | Indique un coureur qui n'a pas pris le départ de la course |
| AB      | Indique un coureur qui n'a pas terminé la course                           | HD      | Indique un coureur qui a terminé la course hors des délais |

| Tinkoff TNK                         | Tinkoff TNK               | Tinkoff TNK |
| ----------------------------------- | ------------------------- | ----------- |
| Num                                 | Coureur                   | Pos         |
| 1                                   | Peter Sagan (SVK) (Route) | 1er         |
| 2                                   | Erik Baška (SVK)          | AB          |
| 3                                   | Adam Blythe (GBR)         | AB          |
| 4                                   | Maciej Bodnar (POL)       | 74e         |
| 5                                   | Pavel Brutt (RUS)         | 17e         |
| 6                                   | Michael Gogl (AUT)        | AB          |
| 7                                   | Michal Kolář (SVK)        | AB          |
| 8                                   | Oscar Gatto (ITA)         | 37e         |
| Directeur sportif : Lars Michaelsen |                           |             |

| Etixx-Quick Step EQS                 | Etixx-Quick Step EQS           | Etixx-Quick Step EQS |
| ------------------------------------ | ------------------------------ | -------------------- |
| Num                                  | Coureur                        | Pos                  |
| 11                                   | Tom Boonen (BEL)               | 20e                  |
| 12                                   | Fernando Gaviria (COL)         | 6e                   |
| 13                                   | Nikolas Maes (BEL)             | 39e                  |
| 14                                   | Guillaume Van Keirsbulck (BEL) | 70e                  |
| 15                                   | Zdeněk Štybar (CZE)            | 46e                  |
| 16                                   | Niki Terpstra (NED) (Route)    | 21e                  |
| 17                                   | Matteo Trentin (ITA)           | 47e                  |
| 18                                   | Stijn Vandenbergh (BEL)        | 23e                  |
| Directeur sportif : Wilfried Peeters |                                |                      |

| Lotto-Soudal LTS                  | Lotto-Soudal LTS       | Lotto-Soudal LTS |
| --------------------------------- | ---------------------- | ---------------- |
| Num                               | Coureur                | Pos              |
| 21                                | André Greipel (GER)    | AB               |
| 22                                | Frederik Frison (BEL)  | AB               |
| 23                                | Jasper De Buyst (BEL)  | 61e              |
| 24                                | Jens Debusschere (BEL) | AB               |
| 25                                | Lars Bak (DEN)         | 42e              |
| 26                                | Jürgen Roelandts (BEL) | 7e               |
| 27                                | Marcel Sieberg (GER)   | AB               |
| 28                                | Tiesj Benoot (BEL)     | 15e              |
| Directeur sportif : Herman Frison |                        |                  |

| BMC Racing BMC                    | BMC Racing BMC          | BMC Racing BMC |
| --------------------------------- | ----------------------- | -------------- |
| Num                               | Coureur                 | Pos            |
| 31                                | Greg Van Avermaet (BEL) | 9e             |
| 32                                | Jempy Drucker (LUX)     | AB             |
| 33                                | Daniel Oss (ITA)        | 24e            |
| 34                                | Taylor Phinney (USA)    | 33e            |
| 35                                | Manuel Quinziato (ITA)  | 32e            |
| 36                                | Michael Schär (SUI)     | 53e            |
| 37                                | Marcus Burghardt (GER)  | 56e            |
| 38                                | Rick Zabel (GER)        | AB             |
| Directeur sportif : Fabio Baldato |                         |                |

| Katusha KAT                         | Katusha KAT                  | Katusha KAT |
| ----------------------------------- | ---------------------------- | ----------- |
| Num                                 | Coureur                      | Pos         |
| 41                                  | Alexander Kristoff (NOR)     | NP          |
| 42                                  | Marco Haller (AUT) (Route)   | 77e         |
| 43                                  | Sven Erik Bystrøm (NOR)      | AB          |
| 44                                  | Jacopo Guarnieri (ITA)       | 8e          |
| 45                                  | Sergueï Lagoutine (RUS)      | AB          |
| 46                                  | Michael Mørkøv (DEN)         | 10e         |
| 47                                  | Viatcheslav Kouznetsov (RUS) | 3e          |
| 48                                  | Alexander Porsev (RUS)       | 28e         |
| Directeur sportif : Torsten Schmidt |                              |             |

| Trek-Segafredo TFS             | Trek-Segafredo TFS      | Trek-Segafredo TFS |
| ------------------------------ | ----------------------- | ------------------ |
| Num                            | Coureur                 | Pos                |
| 51                             | Fabian Cancellara (SUI) | 4e                 |
| 52                             | Fumiyuki Beppu (JPN)    | AB                 |
| 53                             | Niccolò Bonifazio (ITA) | AB                 |
| 54                             | Giacomo Nizzolo (ITA)   | 11e                |
| 55                             | Yaroslav Popovych (UKR) | 79e                |
| 56                             | Grégory Rast (SUI)      | 50e                |
| 57                             | Edward Theuns (BEL)     | 34e                |
| 58                             | Marco Coledan (ITA)     | 73e                |
| Directeur sportif : Dirk Demol |                         |                    |

| Lotto NL-Jumbo TLJ            | Lotto NL-Jumbo TLJ       | Lotto NL-Jumbo TLJ |
| ----------------------------- | ------------------------ | ------------------ |
| Num                           | Coureur                  | Pos                |
| 61                            | Sep Vanmarcke (BEL)      | 2e                 |
| 62                            | Bram Tankink (NED)       | 43e                |
| 63                            | Mike Teunissen (NED)     | 68e                |
| 64                            | Maarten Tjallingii (NED) | 30e                |
| 65                            | Tom Van Asbroeck (BEL)   | 29e                |
| 66                            | Jos van Emden (NED)      | AB                 |
| 67                            | Tom Leezer (NED)         | AB                 |
| 68                            | Robert Wagner (GER)      | 66e                |
| Directeur sportif : Jan Boven |                          |                    |

| Dimension Data DDD                          | Dimension Data DDD                 | Dimension Data DDD |
| ------------------------------------------- | ---------------------------------- | ------------------ |
| Num                                         | Coureur                            | Pos                |
| 71                                          | Edvald Boasson Hagen (NOR) (Route) | 18e                |
| 72                                          | Matthew Brammeier (IRL)            | AB                 |
| 73                                          | Reinardt Janse van Rensburg (RSA)  | AB                 |
| 74                                          | Nicolas Dougall (RSA)              | 81e                |
| 75                                          | Tyler Farrar (USA)                 | 80e                |
| 76                                          | Mekseb Debesay (ERI)               | AB                 |
| 77                                          | Mark Renshaw (AUS)                 | AB                 |
| 78                                          | Jay Robert Thomson (RSA)           | AB                 |
| Directeur sportif : Jean-Pierre Heynderickx |                                    |                    |

| AG2R La Mondiale ALM              | AG2R La Mondiale ALM     | AG2R La Mondiale ALM |
| --------------------------------- | ------------------------ | -------------------- |
| Num                               | Coureur                  | Pos                  |
| 81                                | Gediminas Bagdonas (LTU) | 65e                  |
| 82                                | Maxime Daniel (FRA)      | AB                   |
| 83                                | Nico Denz (GER)          | AB                   |
| 84                                | Damien Gaudin (FRA)      | AB                   |
| 85                                | Alexis Gougeard (FRA)    | NP                   |
| 86                                | Hugo Houle (CAN)         | AB                   |
| 87                                | Quentin Jauregui (FRA)   | AB                   |
| 88                                | Sébastien Turgot (FRA)   | 69e                  |
| Directeur sportif : Julien Jurdie |                          |                      |

| Astana AST                         | Astana AST              | Astana AST |
| ---------------------------------- | ----------------------- | ---------- |
| Num                                | Coureur                 | Pos        |
| 91                                 | Laurens De Vreese (BEL) | 51e        |
| 92                                 | Lars Boom (NED)         | AB         |
| 93                                 | Andriy Grivko (UKR)     | 19e        |
| 94                                 | Dmitriy Gruzdev (KAZ)   | AB         |
| 95                                 | Lieuwe Westra (NED)     | AB         |
| 96                                 | Arman Kamyshev (KAZ)    | AB         |
| 97                                 | Alexey Lutsenko (KAZ)   | AB         |
| 98                                 | Gatis Smukulis (LAT)    | AB         |
| Directeur sportif : Stefano Zanini |                         |            |

| Cannondale CPT                       | Cannondale CPT            | Cannondale CPT |
| ------------------------------------ | ------------------------- | -------------- |
| Num                                  | Coureur                   | Pos            |
| 101                                  | Matti Breschel (DEN)      | AB             |
| 102                                  | Alberto Bettiol (ITA)     | AB             |
| 103                                  | Kristjan Koren (SLO)      | AB             |
| 104                                  | Jack Bauer (NZL)          | AB             |
| 105                                  | Sebastian Langeveld (NED) | AB             |
| 106                                  | Dylan van Baarle (NED)    | AB             |
| 107                                  | Wouter Wippert (NED)      | AB             |
| 108                                  | Alan Marangoni (ITA)      | AB             |
| Directeur sportif : Eric Van Lancker |                           |                |

| FDJ                                  | FDJ                       | FDJ |
| ------------------------------------ | ------------------------- | --- |
| Num                                  | Coureur                   | Pos |
| 111                                  | Arnaud Démare (FRA)       | 5e  |
| 112                                  | Mickaël Delage (FRA)      | 58e |
| 113                                  | Murilo Fischer (BRA)      | 57e |
| 114                                  | Olivier Le Gac (FRA)      | AB  |
| 115                                  | Ignatas Konovalovas (LTU) | AB  |
| 116                                  | Matthieu Ladagnous (FRA)  | AB  |
| 117                                  | Johan Le Bon (FRA)        | AB  |
| 118                                  | Yoann Offredo (FRA)       | AB  |
| Directeur sportif : Frédéric Guesdon |                           |     |

| IAM                                  | IAM                               | IAM |
| ------------------------------------ | --------------------------------- | --- |
| Num                                  | Coureur                           | Pos |
| 121                                  | Heinrich Haussler (AUS)           | AB  |
| 122                                  | Reto Hollenstein (SUI)            | AB  |
| 123                                  | Leigh Howard (AUS)                | AB  |
| 124                                  | Roger Kluge (GER)                 | AB  |
| 125                                  | Vegard Stake Laengen (NOR)        | AB  |
| 126                                  | Simon Pellaud (SUI)               | 82e |
| 127                                  | Oliver Naesen (BEL)               | AB  |
| 128                                  | Aleksejs Saramotins (LAT) (Route) | 14e |
| Directeur sportif : Thierry Marichal |                                   |     |

| Lampre-Merida LAM                | Lampre-Merida LAM           | Lampre-Merida LAM |
| -------------------------------- | --------------------------- | ----------------- |
| Num                              | Coureur                     | Pos               |
| 131                              | Mattia Cattaneo (ITA)       | AB                |
| 132                              | Xu Gang (CHN)               | AB                |
| 133                              | Chun Kai Feng (TPE) (Route) | AB                |
| 134                              | Roberto Ferrari (ITA)       | AB                |
| 135                              | Marko Kump (SLO)            | 60e               |
| 136                              | Sacha Modolo (ITA)          | 38e               |
| 137                              | Luka Pibernik (SLO) (Route) | AB                |
| 138                              | Federico Zurlo (ITA)        | AB                |
| Directeur sportif : Mario Scirea |                             |                   |

| Movistar MOV                                   | Movistar MOV            | Movistar MOV |
| ---------------------------------------------- | ----------------------- | ------------ |
| Num                                            | Coureur                 | Pos          |
| 141                                            | Andrey Amador (CRC)     | 36e          |
| 142                                            | Jorge Arcas (ESP)       | AB           |
| 143                                            | Carlos Betancur (COL)   | AB           |
| 144                                            | Nélson Oliveira (POR)   | AB           |
| 145                                            | Antonio Pedrero (ESP)   | AB           |
| 146                                            | Juan José Lobato (ESP)  | AB           |
| 147                                            | Jasha Sütterlin (GER)   | 48e          |
| 148                                            | Francisco Ventoso (ESP) | AB           |
| Directeur sportif : José Vicente García Acosta |                         |              |

| Giant-Alpecin TGA             | Giant-Alpecin TGA          | Giant-Alpecin TGA |
| ----------------------------- | -------------------------- | ----------------- |
| Num                           | Coureur                    | Pos               |
| 151                           | Søren Kragh Andersen (DEN) | AB                |
| 152                           | Roy Curvers (NED)          | 67e               |
| 153                           | Bert De Backer (BEL)       | 62e               |
| 154                           | Koen de Kort (NED)         | 16e               |
| 155                           | Ramon Sinkeldam (NED)      | AB                |
| 156                           | Tom Stamsnijder (NED)      | AB                |
| 157                           | Albert Timmer (NED)        | AB                |
| 158                           | Zico Waeytens (BEL)        | 40e               |
| Directeur sportif : Marc Reef |                            |                   |

| Orica-GreenEDGE OGE                 | Orica-GreenEDGE OGE       | Orica-GreenEDGE OGE |
| ----------------------------------- | ------------------------- | ------------------- |
| Num                                 | Coureur                   | Pos                 |
| 161                                 | Jens Keukeleire (BEL)     | 25e                 |
| 162                                 | Mitchell Docker (AUS)     | 49e                 |
| 163                                 | Luke Durbridge (AUS)      | AB                  |
| 164                                 |                           |                     |
| 165                                 | Sam Bewley (NZL)          | AB                  |
| 166                                 | Luka Mezgec (SLO)         | 12e                 |
| 167                                 | Magnus Cort Nielsen (DEN) | AB                  |
| 168                                 | Svein Tuft (CAN)          | AB                  |
| Directeur sportif : Laurenzo Lapage |                           |                     |

| Sky SKY                            | Sky SKY                | Sky SKY |
| ---------------------------------- | ---------------------- | ------- |
| Num                                | Coureur                | Pos     |
| 171                                | Ian Stannard (GBR)     | NP      |
| 172                                | Michał Gołaś (POL)     | 35e     |
| 173                                | Christian Knees (GER)  | AB      |
| 174                                | Salvatore Puccio (ITA) | AB      |
| 175                                | Luke Rowe (GBR)        | 22e     |
| 176                                | Andrew Fenn (GBR)      | AB      |
| 177                                | Danny van Poppel (NED) | 71e     |
| 178                                | Elia Viviani (ITA)     | AB      |
| Directeur sportif : Servais Knaven |                        |         |

| Topsport Vlaanderen-Baloise TSV       | Topsport Vlaanderen-Baloise TSV | Topsport Vlaanderen-Baloise TSV |
| ------------------------------------- | ------------------------------- | ------------------------------- |
| Num                                   | Coureur                         | Pos                             |
| 181                                   | Preben Van Hecke (BEL) (Route)  | AB                              |
| 182                                   | Sander Helven (BEL)             | 75e                             |
| 183                                   | Jonas Rickaert (BEL)            | AB                              |
| 184                                   | Amaury Capiot (BEL)             | 44e                             |
| 185                                   | Gijs Van Hoecke (BEL)           | AB                              |
| 186                                   | Bert Van Lerberghe (BEL)        | 41e                             |
| 187                                   | Jef Van Meirhaeghe (BEL)        | AB                              |
| 188                                   | Pieter Vanspeybrouck (BEL)      | 13e                             |
| Directeur sportif : Walter Planckaert |                                 |                                 |

| Wanty-Groupe Gobert WGG                      | Wanty-Groupe Gobert WGG | Wanty-Groupe Gobert WGG |
| -------------------------------------------- | ----------------------- | ----------------------- |
| Num                                          | Coureur                 | Pos                     |
| 191                                          | Kenny Dehaes (BEL)      | AB                      |
| 192                                          | Antoine Demoitié (BEL)  | AB                      |
| 193                                          | Simone Antonini (ITA)   | AB                      |
| 194                                          | Tom Devriendt (BEL)     | AB                      |
| 195                                          | Roy Jans (BEL)          | 55e                     |
| 196                                          | Marco Marcato (ITA)     | AB                      |
| 197                                          | Mark McNally (GBR)      | AB                      |
| 198                                          | Danilo Napolitano (ITA) | AB                      |
| Directeur sportif : Hilaire Van der Schueren |                         |                         |

| Bardiani CSF BAR                    | Bardiani CSF BAR         | Bardiani CSF BAR |
| ----------------------------------- | ------------------------ | ---------------- |
| Num                                 | Coureur                  | Pos              |
| 201                                 | Luca Sterbini (ITA)      | AB               |
| 202                                 | Alessandro Tonelli (ITA) | AB               |
| 203                                 | Nicola Boem (ITA)        | AB               |
| 204                                 | Sonny Colbrelli (ITA)    | AB               |
| 205                                 | Mirco Maestri (ITA)      | AB               |
| 206                                 | Lorenzo Rota (ITA)       | AB               |
| 207                                 | Nicola Ruffoni (ITA)     | AB               |
| 208                                 | Paolo Simion (ITA)       | 52e              |
| Directeur sportif : Stefano Zanatta |                          |                  |

| CCC Sprandi Polkowice CCC         | CCC Sprandi Polkowice CCC | CCC Sprandi Polkowice CCC |
| --------------------------------- | ------------------------- | ------------------------- |
| Num                               | Coureur                   | Pos                       |
| 211                               | Tomasz Kiendyś (POL)      | 59e                       |
| 212                               | Adrian Kurek (POL)        | AB                        |
| 213                               | Michał Paluta (POL)       | AB                        |
| 214                               | Jarosław Marycz (POL)     | AB                        |
| 215                               | Bartłomiej Matysiak (POL) | AB                        |
| 216                               | Josef Černý (CZE)         | 76e                       |
| 217                               | Grzegorz Stępniak (POL)   | AB                        |
| 218                               | Simone Ponzi (ITA)        | AB                        |
| Directeur sportif : Piotr Wadecki |                           |                           |

| Cofidis COF                              | Cofidis COF               | Cofidis COF |
| ---------------------------------------- | ------------------------- | ----------- |
| Num                                      | Coureur                   | Pos         |
| 221                                      | Jonas Ahlstrand (SWE)     | AB          |
| 222                                      | Michael Van Staeyen (BEL) | 64e         |
| 223                                      | Hugo Hofstetter (FRA)     | AB          |
| 224                                      | Nacer Bouhanni (FRA)      | AB          |
| 225                                      | Christophe Laporte (FRA)  | AB          |
| 226                                      | Cyril Lemoine (FRA)       | 31e         |
| 227                                      | Florian Sénéchal (FRA)    | AB          |
| 228                                      | Kenneth Vanbilsen (BEL)   | AB          |
| Directeur sportif : Christian Guiberteau |                           |             |

| Direct Énergie DEN                    | Direct Énergie DEN     | Direct Énergie DEN |
| ------------------------------------- | ---------------------- | ------------------ |
| Num                                   | Coureur                | Pos                |
| 231                                   | Romain Cardis (FRA)    | AB                 |
| 232                                   | Sylvain Chavanel (FRA) | 72e                |
| 233                                   | Bryan Coquard (FRA)    | 26e                |
| 234                                   | Yohann Gène (FRA)      | 45e                |
| 235                                   | Tony Hurel (FRA)       | AB                 |
| 236                                   | Julien Morice (FRA)    | AB                 |
| 237                                   | Adrien Petit (FRA)     | AB                 |
| 238                                   | Angélo Tulik (FRA)     | AB                 |
| Directeur sportif : Dominique Arnould |                        |                    |

| Roompot-Oranje Peloton ROP            | Roompot-Oranje Peloton ROP | Roompot-Oranje Peloton ROP |
| ------------------------------------- | -------------------------- | -------------------------- |
| Num                                   | Coureur                    | Pos                        |
| 241                                   | Jesper Asselman (NED)      | 54e                        |
| 242                                   | Berden de Vries (NED)      | 27e                        |
| 243                                   | Tim Kerkhof (NED)          | AB                         |
| 244                                   | Raymond Kreder (NED)       | 63e                        |
| 245                                   | Wesley Kreder (NED)        | 78e                        |
| 246                                   | André Looij (NED)          | AB                         |
| 247                                   | Ivar Slik (NED)            | AB                         |
| 248                                   | Barry Markus (NED)         | AB                         |
| Directeur sportif : Michel Cornelisse |                            |                            |